# Herrmann-Debrouxviaduct

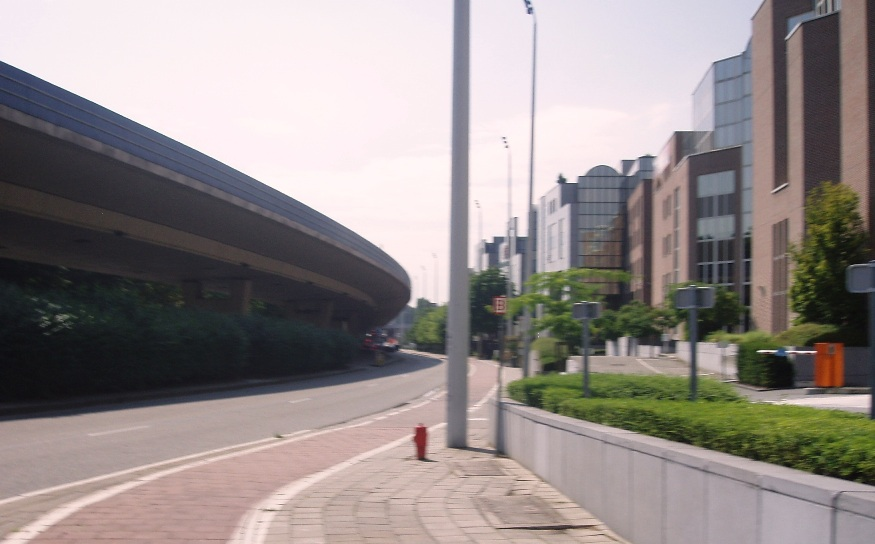
Het Herrmann-Debrouxviaduct in Oudergem

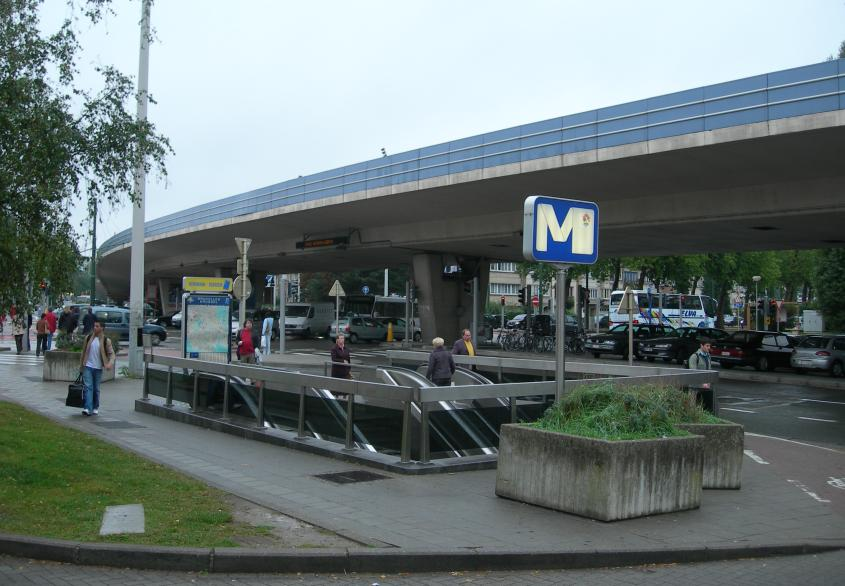
Het viaduct met ingang naar metrostation Herrmann-Debroux
(bsubway.net)

Het Herrmann-Debrouxviaduct is een autowegviaduct met een lengte van 900 meter in de Brusselse gemeente Oudergem. Over het viaduct loopt de autoweg A4, die Brussel verbindt met Luxemburg. Het viaduct kruist onder meer de R22 (Vorstlaan). Het viaduct is vernoemd naar een oud-burgemeester van Oudergem, Carl Herrmann-Debroux.

## Omgeving
Parallel met het viaduct, op de begane grond, loopt de Herrmann-Debrouxlaan, die gelijkvloerse kruisingen heeft met onder meer de Waversesteenweg en de Vorstlaan.
In 1985 werd onder het viaduct het metrostation Herrmann-Debroux geopend.

## Bouw
Ideeën voor de aanleg van stedelijke autosnelwegen dateerden al van de jaren 50, maar de realisatie werd pas geconcretiseerd met de plannen van minister Jos De Saeger in de tweede helft van de jaren 60. Om snel met de auto in het centrum te raken, waren deze stedelijke autosnelwegen volgens hem onontbeerlijk. Eind jaren 60 was de A4 aangelegd tot aan het Rood Klooster. De aanleg van het verdere deel, met het viaduct, startte na 1970. Het viaduct zelf werd gebouwd in 1973. Het deel van de weg ten westen van het viaduct werd aangelegd op de verlaten bedding van spoorlijn 160 naar Tervuren. 
Voor de constructie is geen bouwvergunning aangevraagd door de Belgische staat. De gemeente liet daarom proces-verbaal opstellen, maar bracht de zaak uiteindelijk niet voor de rechtbank. Als toegeving zag de staat af van een verlenging van het viaduct. De plannen voorzagen om de weg via de Delta-site boven de bedding van spoorlijn 161 door te trekken tot de Middenring (R21) en de Leopoldswijk. Door grote tegenkanting van de stedelijk bevolking en de gemeentebesturen werd dit niet gerealiseerd. Minister Jean Defraigne zag in 1975 af van het concept van "stedelijke autosnelwegen". De weg eindigt sindsdien abrupt voor spoorlijn 26 en de Delta-site.

## Afbraak
Sinds 2007 zijn er plannen om het viaduct af te breken. Dit zou echter pas realistisch zijn als het Gewestelijk ExpresNet, dat met Delta, Watermaal en Arcaden naburige haltes heeft, volledig operationeel is. Anno 2016 zijn er vertragingen met het op vier sporen brengen van de lijnen 124 en 161, die hogere frequenties mogelijk moeten maken. Een beslissing over de toekomst van het viaduct, met een eventuele timing, werd in het regeerakkoord van de regering-Vervoort II aanvankelijk voorzien voor 2015. In 2016 kondigde dezelfde regering aan vóór een afbraak van het viaduct te zijn, maar eerst het afronden van het richtschema voor de Delta-site te willen afwachten.
In de herfst van 2017 werd er ernstige betonschade aangetroffen aan een deel van het viaduct, waardoor het viaduct voor enkele dagen werd afgesloten.